# Parchen
Parchen ist ein Ortsteil der Stadt Genthin im Landkreis Jerichower Land in Sachsen-Anhalt. Parchen liegt 7,6 Kilometer südwestlich des Stadtkerns an der Bundesstraße 1.

## Geografie

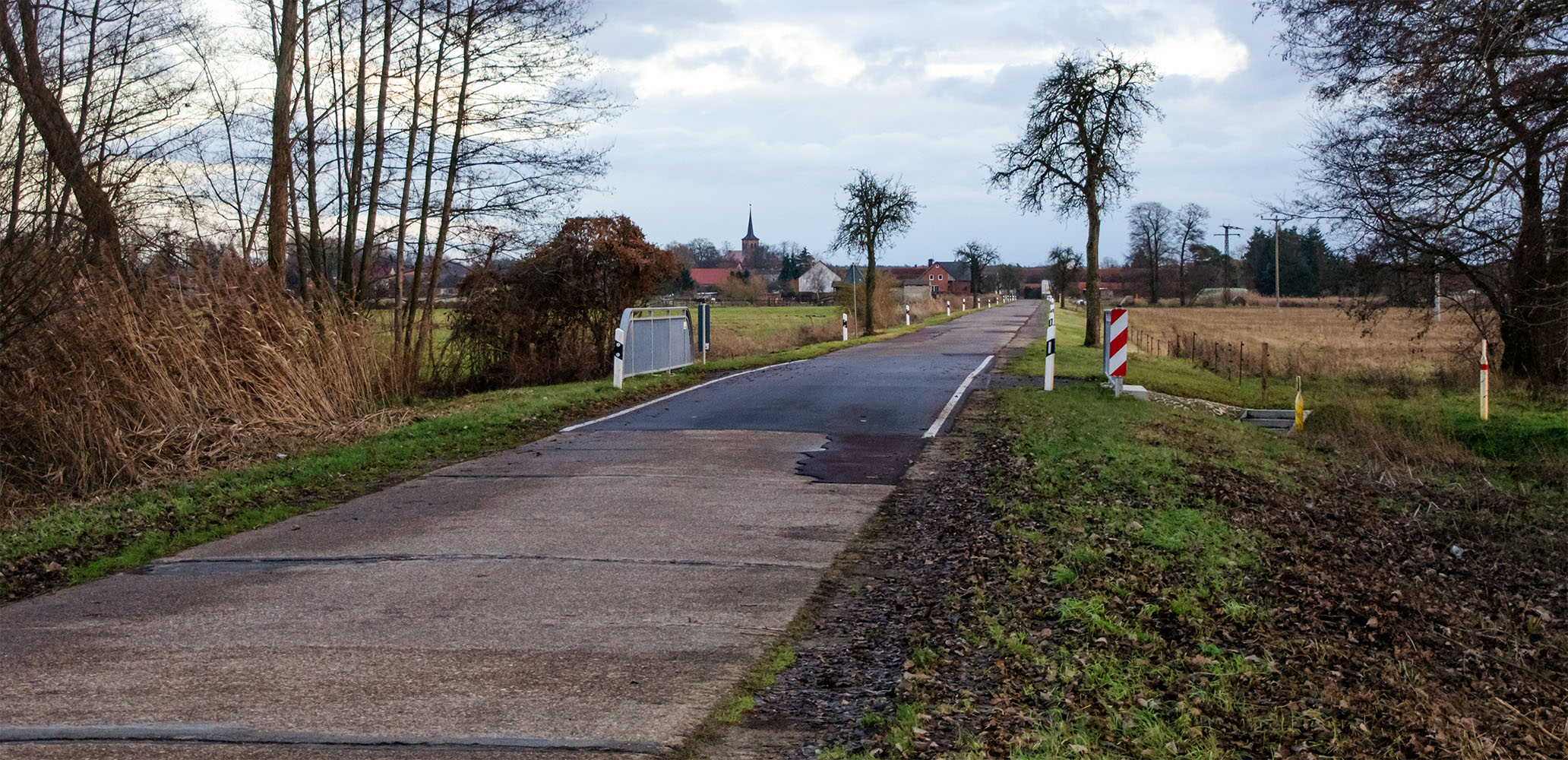
K1206, Blick von nordwest nach Parchen

Im Ort zweigt die Kreisstraße 1206 zum nördlich gelegenen Nachbardorf Bergzow ab. Im Osten beginnt das Feuchtgebiet des Fiener Bruchs, nördlich und südlich erstrecken sich die Waldgebiete Kiehnheide und Kappenberge. Im Westen des Ortes breiten sich Wiesen aus. Zur Gemarkung Parchen, die im Durchschnitt auf 38 Meter Meereshöhe liegt, gehören die nordöstlich gelegenen Siedlungen Wiechenberg und Hüttermühle.

## Geschichte
Das Gebiet des heutigen Parchen gehörte vom 7. Jahrhundert an zum slawischen Siedlungsgebiet. Erstmals urkundlich erwähnt wird der Ort in einer Urkunde des Magdeburger Erzbischofs Adelgot aus dem Jahre 1108, in der das damals „Boroschei“ genannte Dorf als Besitz des Magdeburger Kloster Berge aufgeführt wird. Zunächst als Holzbau wurde 1147 eine erste Kirche auf einer durch eine Wehrmauer geschützte Anhöhe errichtet, die 1154 durch einen Feldsteinbau ersetzt wurde. Reinbod, Abt des Klosters Berge, baute 1197 eine Burg 2,4 Kilometer östlich des Dorfes, die in einer Urkunde des Papstes Innozenz III. von 1209 als „castrum Mundzoige“ aufgeführt ist. Sie war durch einen Wall und mehrere Gräben geschützt. Auf Grund strittiger Grundrechte musste die Burg 1220 an den Südrand des Ortes verlegt werden. Die neue Burg wurde ab 1276 als „castrum archiepiscopi“ mehrfach erwähnt und im Zusammenhang mit ihr 1276 der Ritter Rembert als Burgvogt genannt. 1389 erteilte der Magdeburger Erzbischof Albrecht II. Parchen das Recht zum Abhalten von zwei Jahrmärkten, die jeweils zu Johanni am 24. Juni und zu Simon Judäa am 28. Oktober stattfanden. Im Mittelalter gehörten zu Parchen noch die Dörfer Dürremark, Golitz, Kladrun, Schönfurt und Rohrbeck, die jedoch während der Kämpfe zwischen dem Erzbischof Günther und den anhaltischen Fürsten in den Jahren 1405–1407 zerstört und nicht wieder aufgebaut wurden. In die Auseinandersetzungen war auch die Burg verwickelt, die 1405 durch den Grafen Siegesmund von Anhalt besetzt wurde. Burgherr war zu dieser Zeit Werner von Kracht, der die Burg seit 1380 in Besitz hatte. 1407 erwarb Jahn von Kotze die Burg, gefolgt von Cuno von Eichstedt 1458. Als Kurt von Byern 1472 die Burg erwarb, lag sie wüst. Im Verlaufe des Dreißigjährigen Krieges überfielen 1631 kroatische Soldaten das Dorf, ermordeten einen Bauern und setzten Häuser in Brand. Die Einwohner flohen vor der Eindringlingen und kehrten erst 1645 in ihr Dorf zurück.
1710 wurde in Parchen eine Mühle errichtet, die durch das Wasser des Parchengrabens angetrieben wurde. Für weiteren Aufschwung im Dorf sorgte die 1744 auf Veranlassung des preußischen König Friedrich II. begonnene Entwässerung des Fieners, in deren Folge zur Bewirtschaftung des neu gewonnenen Landes Kolonisten angesiedelt wurden. Durch die Ansiedlung von Kolonisten entstand 1765 das Dorf Wiechenberg, zunächst unter dem Namen Birkheide. 1768 führte Rudolph Johannes Heinrich von Byern die beiden bis dahin seit dem 16. Jahrhundert getrennt bewirtschafteten Byerschen Güter zusammen und ließ 1780 anstelle der verfallenen Burg in dreijähriger Bauzeit ein schlichtes Herrenhaus mit einem barocken Park errichten. Nach einem Großfeuer, dem 1827 fast der gesamte Ort zum Opfer gefallen waren, wurde das Gutshaus von 1830 bis 1832 von dem Berliner Architekten Friedrich August Stüler im klassizistischen Stil umgebaut und der Park nach Plänen von Peter Joseph Lenné in einen Landschaftspark umgewandelt.
Anlässlich der preußischen Verwaltungsreform wurde Parchen 1818 in den Kreis Jerichow II im Regierungsbezirk Magdeburg eingegliedert. 1821 war die Chaussee Magdeburg–Berlin und 1846 die Bahnstrecke Magdeburg–Potsdam fertiggestellt. Beide Verkehrswege berührten Parchen, ohne dass sich dadurch der Charakter des Dorfes nennenswert änderte. Die anderenorts einsetzende Industrialisierung machte sich lediglich durch die Ansiedlung weiterer Mühlen und einer Stärkefabrik bemerkbar. Eine 1840 errichtete Bockwindmühle besteht heute noch als Baudenkmal und Wahrzeichen von Parchen. Die Stärkefabrik musste schon bald wieder schließen.
1890 wurde Parchens ältester Verein, der Arbeiterturnverein, gegründet. Es folgten 1899 der Radfahrverein „Germania“ und 1913 der Radfahrverein „Hohenzollern“. Am 1. April 1927 wurde die Freiwillige Feuerwehr ins Leben gerufen. Bis auf die Freiwillige Feuerwehr wurden alle anderen Vereine nach dem Zweiten Weltkrieg liquidiert. Das Rittergut wurde 1922 von der Familie von Schnehen übernommen. Am 30. September 1928 wurde der Gutsbezirk Parchen mit der Landgemeinde Parchen vereinigt. 1945 wurde das Gut enteignet und 1953 die noch bestehenden Landwirtschaftsbetriebe in die LPG „Bundschuh“ überführt. 1981 wurde ein neues Schulgebäude in Dienst gestellt, und 1988 ein neuer Kindergarten erbaut. Der Kindergarten wurde auf dem Gelände des Gutsparks errichtet, der zu dieser Zeit bereits durch andere Zweckbauten zu zwei Dritteln vernichtet war.
Nach dem Ende der DDR-Herrschaft wurde die Landwirtschaft durch vier Wiedereinrichter und eine Agrargenossenschaft privatisiert. Daneben etablierten sich kleine Handwerksbetriebe und andere Gewerbe. Am 15. Mai 1994 gründete sich der Natur- und Heimatverein Parchen, und am 4. Oktober 1997 konnten die Einwohner mit der „Klappermühle“ ein neues Dorfgemeinschaftshaus in Betrieb nehmen. Im Jahre 1991 wurde die Oberschule Parchen geschlossen. Nach Umbauarbeiten ist in dem Schulgebäude seit 2002 die Lernbehinderten-Schule „Albrecht Dürer“ untergebracht.

## Politik

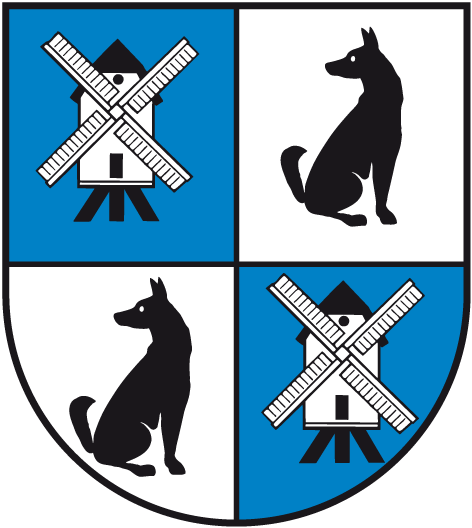
Wappen von Parchen

Am 1. Mai 2002 wurde die Gemeinde Parchen in die Stadt Genthin eingemeindet.

### Wappen
Blasonierung: „Geviert; Feld 1 und 4: in Blau eine silberne Windmühle mit schwarzem Dach und Ständer, Feld 2 und 3: in Silber eine linkssitzende rückschauende schwarze Bracke.“
Das Wappen wurde vom Kommunalheraldiker Jörg Mantzsch gestaltet und am 1. Dezember 1993 von der Landesregierung genehmigt. Es zeigt eine Bracke aus dem Wappen derer von Byern sowie eine Bockwindmühle, die heute noch vorhanden ist.

### Historisches Siegelbild
Die ehemalige Gemeinde Parchen führte in ihrem Gemeindesiegel schon einmal ein wappenähnliches Siegelbild. Dieses wurde im Zeitraum nach dem Zweiten Weltkrieg bis ca. der Einführung der Bezirke und Kreise in der DDR (1945–1952) benutzt.
Eine weitere Quelle ist das Kreisheimatmuseum in Genthin.

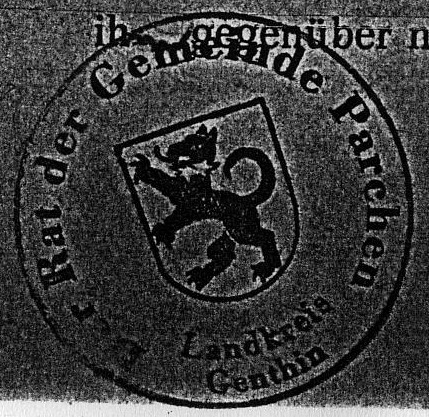
Altes Siegel der Gemeinde Parchen

## Bauwerke
- Die Dorfkirche von Parchen befindet sich im Zentrum des Ortes, an der nach Südosten von der Bundesstraße abzweigenden Kirchstraße. Sie steht auf einem von einer Natur- und Backsteinmauer umfassten Hügel und wurde 1827 nach einem Brand unter Verwendung romanischer Reste in ihrer heutigen Form errichtet.

- Das heute als Schloss Parchen bezeichnete ehemalige Gutshaus, nordöstlich der Kirche gelegen, wurde 1780 anstelle einer verfallenen mittelalterlichen Burg für den Rittergutsbesitzer Rudolf Johannes Heinrich von Byern erbaut. 1830 erfolgte der Umbau in der heutigen noch vorhandenen klassizistischen Form.

- Die Parchener Bockwindmühle steht auf dem Mühlenberg am südwestlichen Ortseingang. Sie stand ursprünglich in der Altmark und kam 1840 durch Kauf nach Parchen. Der hölzerne Mühlenkörper hat einen rechteckigen Grundriss von sechs mal acht Metern und ruht auf einem vierstrebigen Bock, der auf steinernen Fundamenten gegründet ist. In dessen Zentrum steht der so genannte 60 cm Durchmesser starke Hausbaum, der aus kanadischer Eiche gefertigt wurde. Er gewährleistet, dass der Mühlenkasten drehbar ist. Das vierteilige Flügelkreuz hat eine Spannweite von 18 Metern. Die Mühle war von 1840 bis 1971 ununterbrochen im Besitz der Familie Knak. 1974 erwarb die Kommunalgemeinde die Mühle, die heute unter Denkmalschutz steht und als technisches Museum genutzt wird.

- Burgruine ‚Alte Burg‘ mit Vorwällen. Erst frühmittelalterliche slawische Siedlung, danach mittelalterliche Burg. Mindestens seit 1458 verlassen, später nur noch eine Ruine.[4]

|  |  |  |  |  |

## Söhne und Töchter
- August Wilhelm Martin Treplin (1840–1917), evangelischer Theologe und Propst der Propstei Rendsburg

- Rudolf von Byern (1844–1913), Rittergutsbesitzer und Mitglied des Preußischen Herrenhauses

## Verkehr
Der Bahnhof Bergzow-Parchen lag an der Bahnstrecke Berlin–Magdeburg.